# Rohitha Bogollagama
Rohitha Bogollagama (né le 6 août 1954 à Nikaweratiya), est une personnalité politique srilankaise. 
Il a été ministre des Affaires étrangères du Sri Lanka entre le 28 janvier 2007 jusqu'au 23 avril 2010.